# Bonkoro II
Bonkoro II Vane (a fonts espanyoles apareix generalment com Boncoro II) fou un rei del poble benga de la zona de Cap de Sant Joan a la badia de Corisco.
Va succeir al seu pare Bonkoro I el 1857. El 1858 es va presentar a la zona una forta expedició espanyola formada pel vapor "Vasco Nuñez de Balboa", el bergantí "Gravina", la goleta "Cartagena", i la barca "Santa Maria", dirigida pel capità de fragata Carlos Chacon acompanyat de missioners jesuïtes i de forces del cos d'enginyers, que havien pres possessió efectiva de Fernando Poo el 27 de maig de 1858. El rei Bonkoro II va reconèixer la sobirania espanyola sobre el Cap Sant Joan, incloent diverses poblacions que no havien estat cedides pel seu pare, Corisco i les Elobey. Fou nomenat tinent governador de Corisco (entenent com "Corisco" tota la zona dels benga), si bé l'illa no fou ocupada de manera efectiva fins a l'any següent. A la seva mort el 1874, el va succeir el seu fill Bonkoro III.